# جودجانيلو
جودجانيلو (بالإيطالية: Giuggianello)‏ هي بلدة وبلدية في مقاطعة ليتشي في إقليم بوليا في جنوب إيطاليا.

## السكان
في سنة 1861 بلغ عدد السكان 591 نسمة، وتطور العدد ليصل في سنة 2011 لـ 1٬249 نسمة.
يظهر هذا المخطط البياني تطور النمو السكاني لـ جودجانيلو